# Lorenz Christoph von Somnitz
Lorenz Christoph von Somnitz (* 30. September 1612 in Neustettin in Hinterpommern; † 16. Februar 1678 in Nimwegen) war ein kurbrandenburgischer Beamter und Staatsmann.

## Leben
Lorenz Christoph von Somnitz ist der bekannteste Abkömmling der hinterpommerschen Adelsfamilie Somnitz. Sein Vater war Peter II. von Somnitz (1576–1646), Hauptmann und Burgrichter zu Neustettin, seine Mutter war Dorothee von Westeregeln. Er hatte Schulen in Kolberg und Thorn besucht und anschließend an den Universitäten Königsberg, Basel und Wittenberg unter anderem die Rechtswissenschaften studiert. Nach Abschluss seiner Studien begab er sich auf die Kavalierstour und sammelte Auslandserfahrung in den Niederlanden, in Belgien sowie in England, Dänemark und Frankreich. Nach seiner Rückkehr 1637 schlug er in Neustettin die Beamtenlaufbahn ein.
1654 wurde er kurbrandenburgischer Wirklicher Geheimer Rat. Nachdem er gemeinsam mit seinen Söhnen und nächsten Vettern am 6. Juni 1655 von Kurfürst Friedrich Wilhelm mit dem Erbkämmereramt des Herzogtums Hinterpommern und des Fürstentums Cammin belehnt worden war, wurde er 1656 von ihm zum Kanzler ernannt.
Somnitz war an wichtigen diplomatischen Missionen beteiligt, unter anderem auch am Zustandekommen des Vertrags von Wehlau und am Abschluss des großen Friedens von Oliva vom 3. Mai 1660, der den gesamten europäischen Norden pazifizierte. 1671 empfahl er in einem gemeinsam mit anderen Staatsräten ausgearbeiteten Gutachten dem brandenburgischen Kurfürsten die Aufnahme der aus Österreich vertriebenen Juden. 1678 war er auch an den Verhandlungen zum Frieden von Nimwegen beteiligt; er verstarb während dieser Mission jedoch in Nimwegen.
Er war Erbherr auf Grumsdorf im Fürstentum Cammin und Dorkow. 1660 wurde er auch Erbherr der bedeutenden Charbrower Güter bei Leba. Er stiftete die Dorfkirche von Charbrow. Die Ortschaft Charbrow heißt in Urkunden der damaligen Zeit Gerberow.

## Familie
Somnitz war zweimal verheiratet. In erster Ehe 1643 mit Dorothea von Kleist (1628–1647), Tochter des herzoglich pommerschen Geheimen Rats, Hofgerichtsrats und Landvogts zu Greifenberg Matthias von Kleist (1602–1637), und nach deren Ableben, in zweiter Ehe 1654 mit Ida Erdmuthe von Krockow (1635–1699), Tochter des kaiserlichen Obristleutnant zu Ross und königlich polnischen Starost Martin Döring von Krockow († 1649). Aus beiden Ehen sind Kinder hervorgegangen:
exI.
- Peter von Somnitz (1645–1693) ⚭ Anna Constantia von Krockow (1659–1704)
- Dubislaus von Somnitz († nach 1680), kurbrandenburgischer Hof- und Kammergerichtsrat ⚭ 1673 Ludowika von Rhaden († 1680)
- Dorothea Erdmuthe von Somnitz ⚭ 1674 Dubislaw von Münchow, pommerscher Regierungsrat, kurbrandenburgischer Hof- und Kammergerichtsrat
- Hedwig von Somnitz ⚭ Ernst von Krockow (1635–1694), pommerscher Hofgerichtsdirektor und Regierungsrat

exII.
- Louise von Somnitz († nach 1706) ⚭ 1668 Isaak du Plessis-Gouret (1637–1688), kurbrandenburgischer Obrist
- Henriette Catharina (1657–1712) ⚭I. N.N. von Pölnitz; ⚭II. 1682 Ernst Paul Ludwig vom Brand (1650–1697) Generalmajor
- Anna Katharina (1658–1661)
- Anna Katharina (* 1662) ⚭ 1692 Ludwig vom Brand (1640–1711), kurbrandenburgischer Geheimrat, Kanzler der Neumark, Verweser des Herzogtums Crossen